# Valle di Tempe

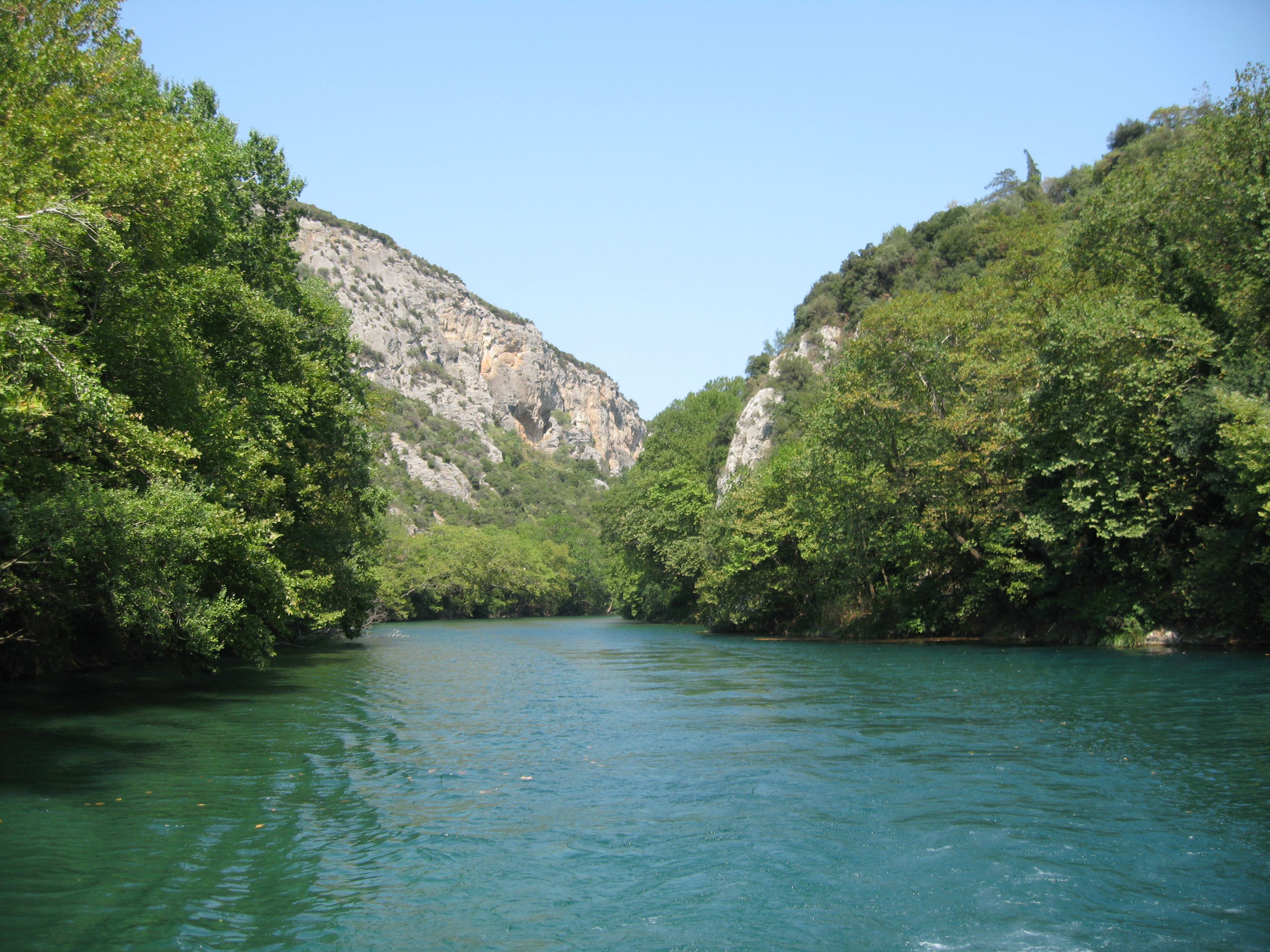
Il fiume Peneo nella valle di Tempe

La valle di Tempe (in greco antico: Τέμπη?), celebrata dai poeti greci come uno dei luoghi preferiti da Apollo e dalle Muse, è l'antico nome di una gola nel nord della Tessaglia, in Grecia, localizzata tra il Monte Olimpo a nord, e il Monte Ossa a sud. La valle è lunga 10 chilometri, stretta circa 25 metri e con dirupi alti fino a 500 metri. Al centro scorre il fiume Peneo, nel suo corso che lo porta a sfociare nel vicino mare Egeo.
Sul lato destro del Peneo si trova un tempio di Apollo, vicino al quale veniva raccolto l'alloro usato per incoronare i vincitori dei Giochi pitici. La valle di Tempe fu anche il luogo di dimora di Aristeo, figlio di Apollo e di Cirene. Fu qui anche che fu morsa da un serpente la moglie di Orfeo, Euridice, la cui morte causò l'inizio delle peripezie e la discesa agli inferi del cantore greco. Nel XIII secolo nella valle fu eretta una chiesa in onore di Aghia Paraskevi.

## Storia
La valle è un passo strategico nella Grecia, visto che è attraversata dalla strada principale che porta da Larissa alla costa. Per questo motivo è stata teatro di numerose battaglie attraverso gli anni. In ogni modo essa può essere aggirata attraverso il Passo Sarantoporo che però allunga la strada.
Nel 480 a.C. diecimila Ateniesi e Spartani vi si stanziarono per fermare l'invasione di Serse, ma i Persiani li evitarono proprio eseguendo una manovra di aggiramento attraverso il Sarantoporo. Questo causò il ripiegamento dei Greci più a sud e condizionò gli sviluppi successivi della seconda guerra persiana, determinando, fra le altre cose, lo svolgimento della battaglia delle Termopili.
Durante la terza guerra macedonica nel 164 a.C. i Romani ruppero le difese di Perseo e più tardi lo sconfissero nella Battaglia di Pidna. Durante la rivolta di Andriskos nel 148 a.C. la valle fu il luogo di un altro scontro. Vi furono altre battaglie, combattute durante le invasioni barbariche, che segnarono la fine dell'influenza romana sulla Grecia, e all'epoca degli scontri tra l'Impero bizantino e l'impero ottomano. Ai giorni d'oggi la valle è conosciuta per le cattive condizioni delle strade che la attraversano e per il tremendo incidente che queste cattive condizioni causarono nel 2003 quando vi morì un'intera classe delle scuole superiori di Imathia.
Le città di Tempe in Arizona e di Tempe nel Nuovo Galles del Sud prendono il nome da questo luogo.
Antonio Vivaldi compose nel 1726 un'opera lirica dal titolo Dorilla in Tempe, ambientata, appunto, nella valle di Tempe.

## Galleria d'immagini

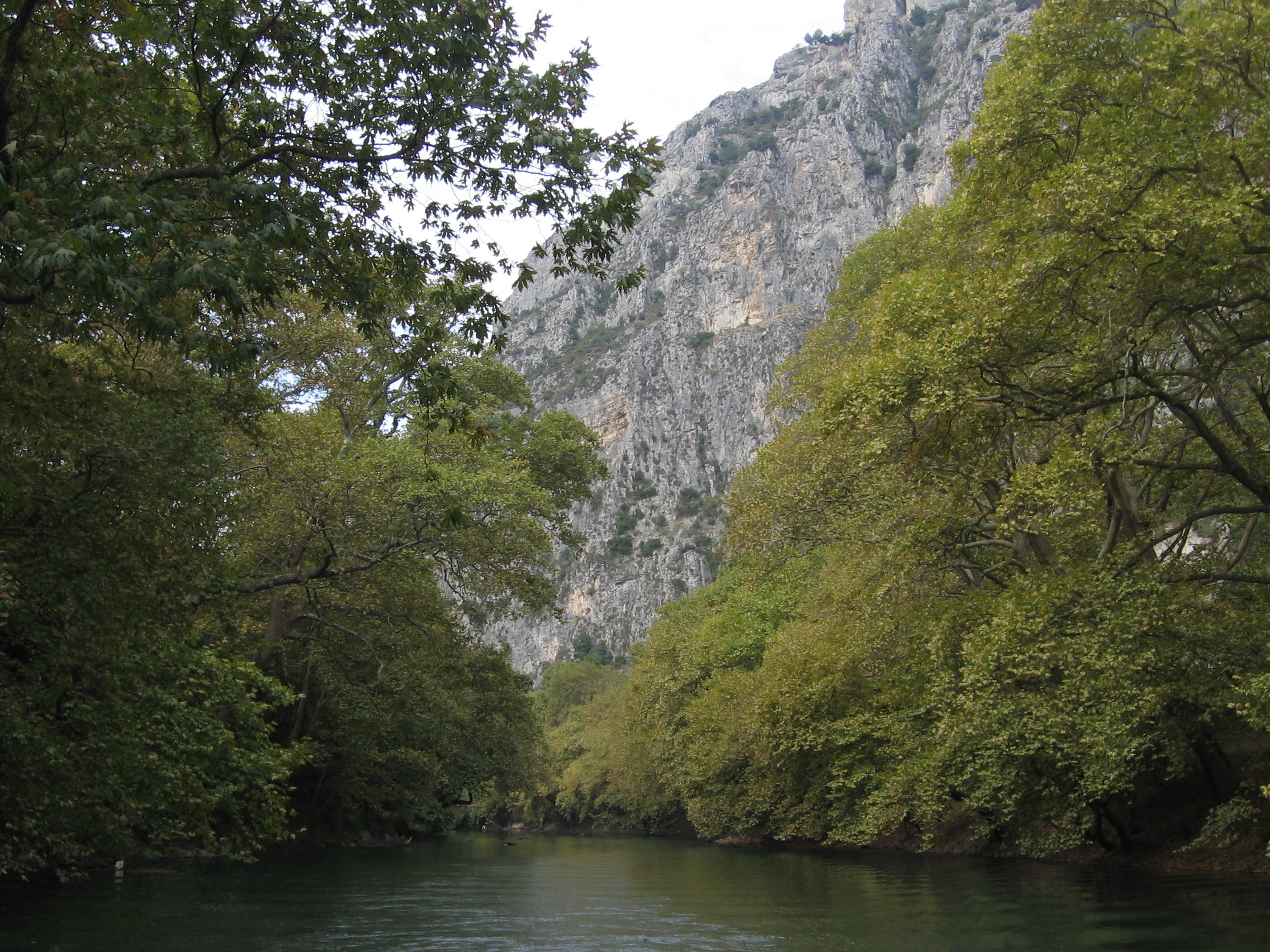
Dirupo visto dal fiume
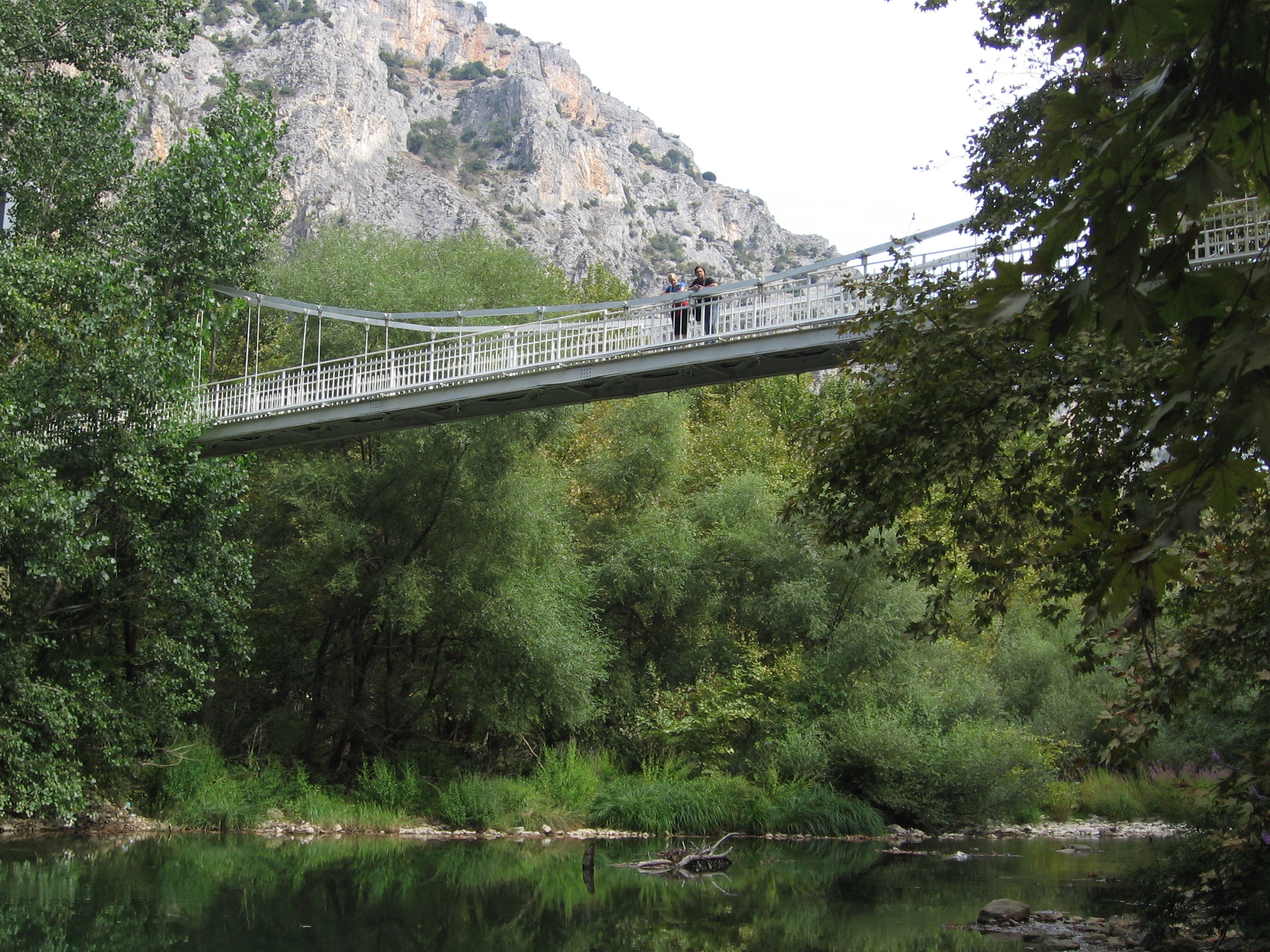
Ponte sospeso che porta al monastero
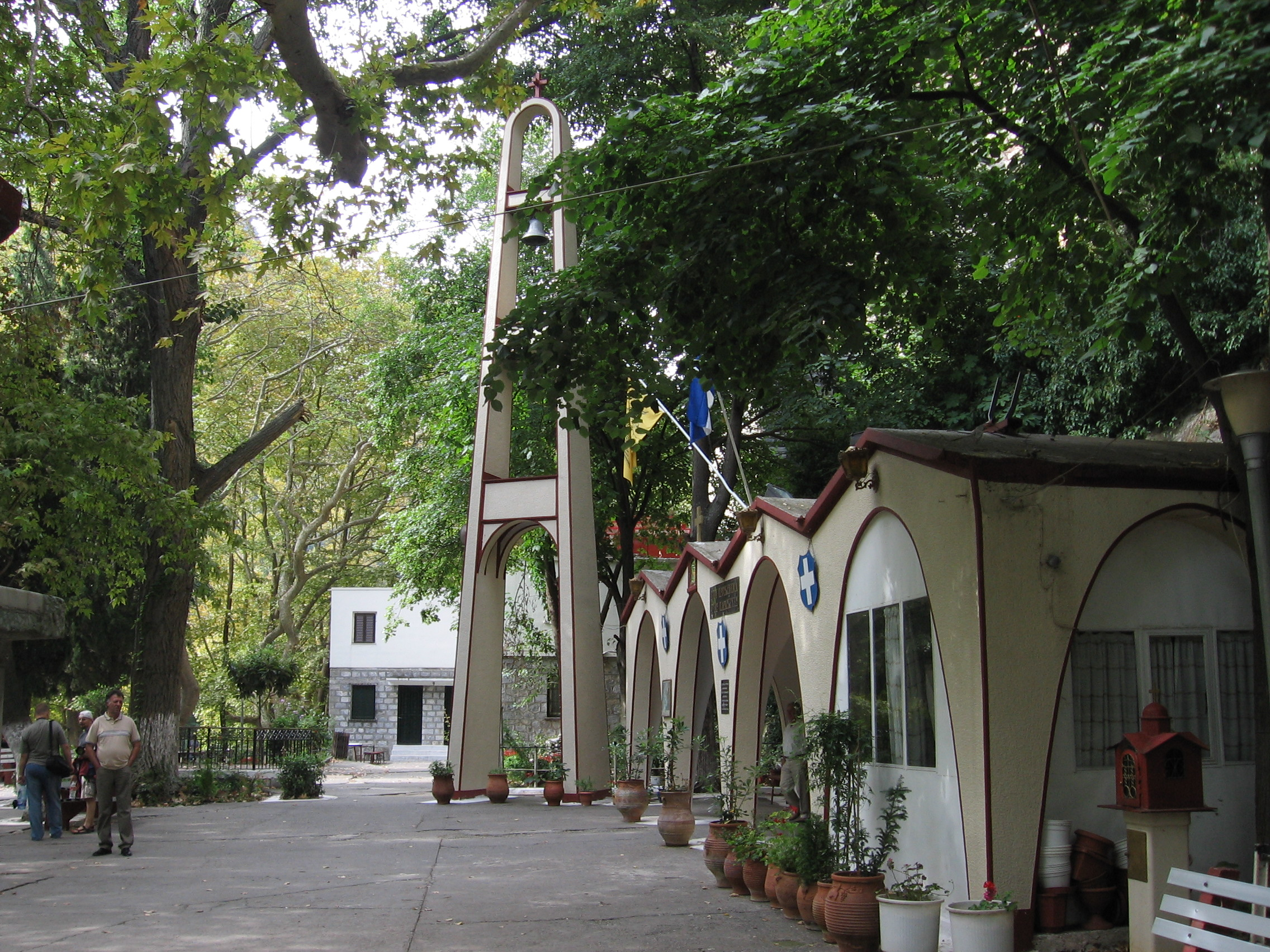
Monastero di Agia Paraskevi